# Mamorino5
mamorino 5（マモリーノ ファイブ）は、auブランドを展開するKDDIおよび沖縄セルラー電話の第4世代移動通信システム（au 4G LTE/au VoLTE）対応の防犯ブザー付きキッズケータイである。製造型番はKYF40。

## 概要
2019年にKDDIから発売されたキッズケータイで、Mamorino4の次世代機。タッチ操作に対応しており、連絡先に登録してある電話番号への通話やSMSに対応している。

## mamorino4からの新機能
- 自動マナーモード
- おもしろピアノ
- 出かけるよアラーム
- 着信自動応答
- 出ないときガイド

### おうちだよ通知
予め帰宅予定時間帯を設定しておき、15分ごとに指定したアクセスポイントを探知し、検出された時に保護者に通知を送信する機能。

## 主な機能/対応/サービス
- 防水(IPX5/IPX8)
- 防塵(IP5X)
- 耐衝撃(MIL-STD-810G Method 516.7：Shock-Procedure IV)
- 防犯ブザー、ココセコム